# Liste der Kulturgüter in Courrendlin
Die Liste der Kulturgüter in Courrendlin enthält alle Objekte in der Gemeinde Courrendlin im Kanton Jura, die gemäss der Haager Konvention zum Schutz von Kulturgut bei bewaffneten Konflikten, dem Bundesgesetz vom 20. Juni 2014 über den Schutz der Kulturgüter bei bewaffneten Konflikten sowie der Verordnung vom 29. Oktober 2014 über den Schutz der Kulturgüter bei bewaffneten Konflikten unter Schutz stehen.
Objekte der Kategorie A sind im Gemeindegebiet nicht ausgewiesen, Objekte der Kategorie B sind vollständig in der Liste enthalten, Objekte der Kategorie C fehlen zurzeit (Stand: 1. Januar 2023).

## Kulturgüter
| Foto | | Objekt                                                                                         | Kat. | Typ | Standort                                    | Beschreibung |
| ---- | --- | ---------------------------------------------------------------------------------------------- | ---- | --- | ------------------------------------------- | ------------ |
| ja   | Datei hochladen · Wikidata zu Ehemalige Kirche Saint-Barthélemy (9. bis 15. Jahrhundert) (Q13423528) | Ehemalige Kirche Saint-Barthélemy / Ancienne église St-Barthélemy KGS-Nr.: 03498               | B    | G   | Rue de la Vieille Eglise 27 595270 / 243991 |              |
| ja   | Datei hochladen · Wikidata zu Kirche Saint-Germain-et-Saint-Randoald (Q13423524)                     | Kirche Saint-Germain-et-Saint-Randoald / Église Saint-Germain-et-Saint-Randoald KGS-Nr.: 03499 | B    | G   | Rue de l’Église 8 595060 / 243336           |              |
| ja   | Datei hochladen · Wikidata zu Wohnhaus (Q13423527)                                                   | Wohnhaus / Maison d’habitation KGS-Nr.: 03500                                                  | B    | G   | Rue Chavon-Dedos 16 595136 / 243378         |              |
| ja   | Datei hochladen · Wikidata zu Uhrturm (Q13423523)                                                    | Uhrturm / Tour de l’horloge KGS-Nr.: 03501                                                     | B    | G   | Rue du 23-Juin 595077 / 243126              |              |